# Katastrophenschutzfahrzeug
Bei Katastrophenschutzfahrzeugen (eigentlich Zivilschutzfahrzeuge) handelt es sich in Deutschland um Einsatzfahrzeuge, welche bei Gefahrensituationen, in denen der Selbstschutz der Bevölkerung nicht mehr gegeben ist, den verschiedensten am Katastrophenschutz beteiligten Einheiten und Einrichtungen auf Kommunal-, Landes- und Bundesebene zur Verfügung stehen. Ziel ist es, die Bevölkerung vor auftretenden Gefahren und Schäden zu schützen (Bevölkerungsschutz).

## Bundesebene

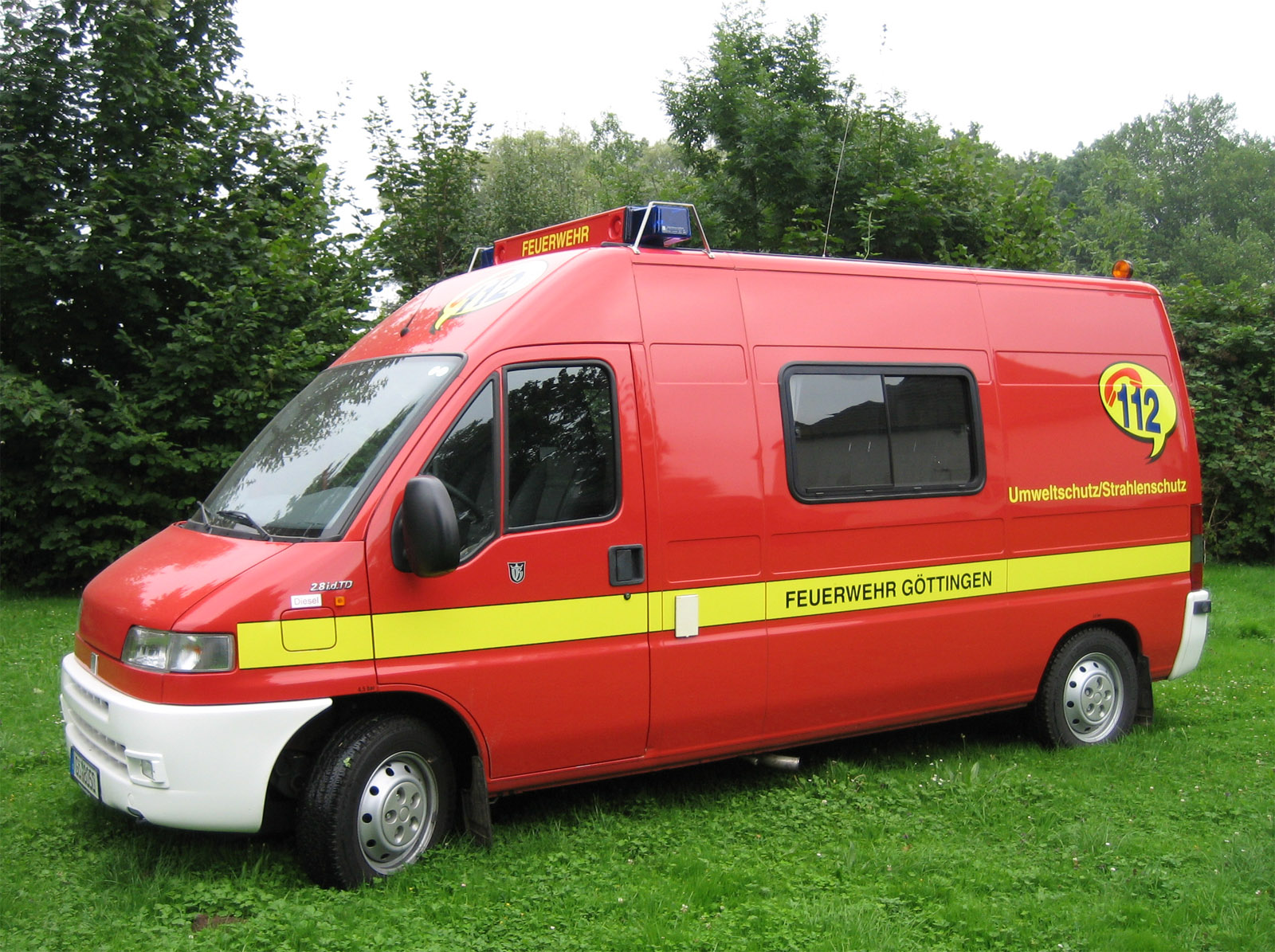
CBRN ErkW

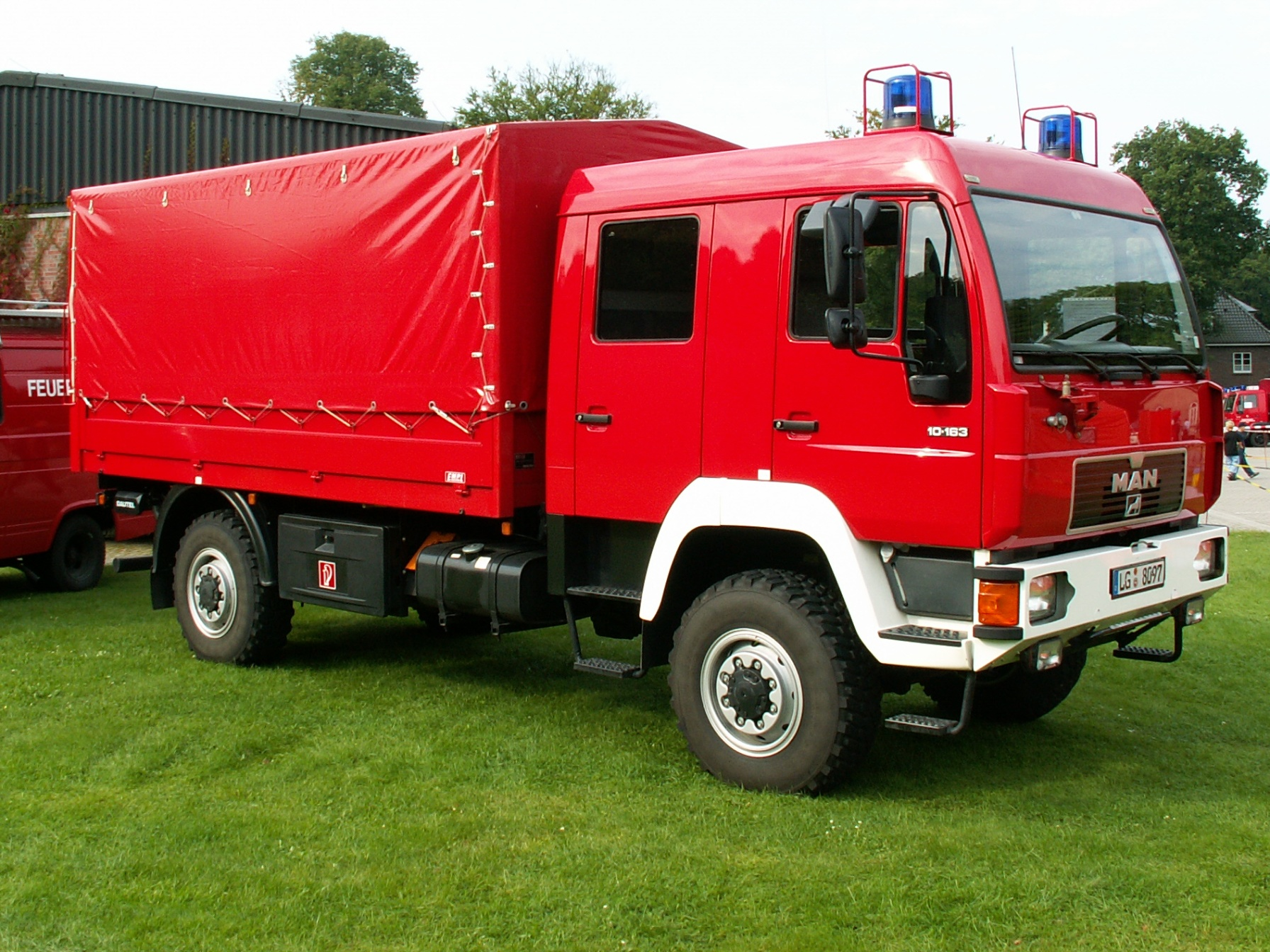
GW Dekon P

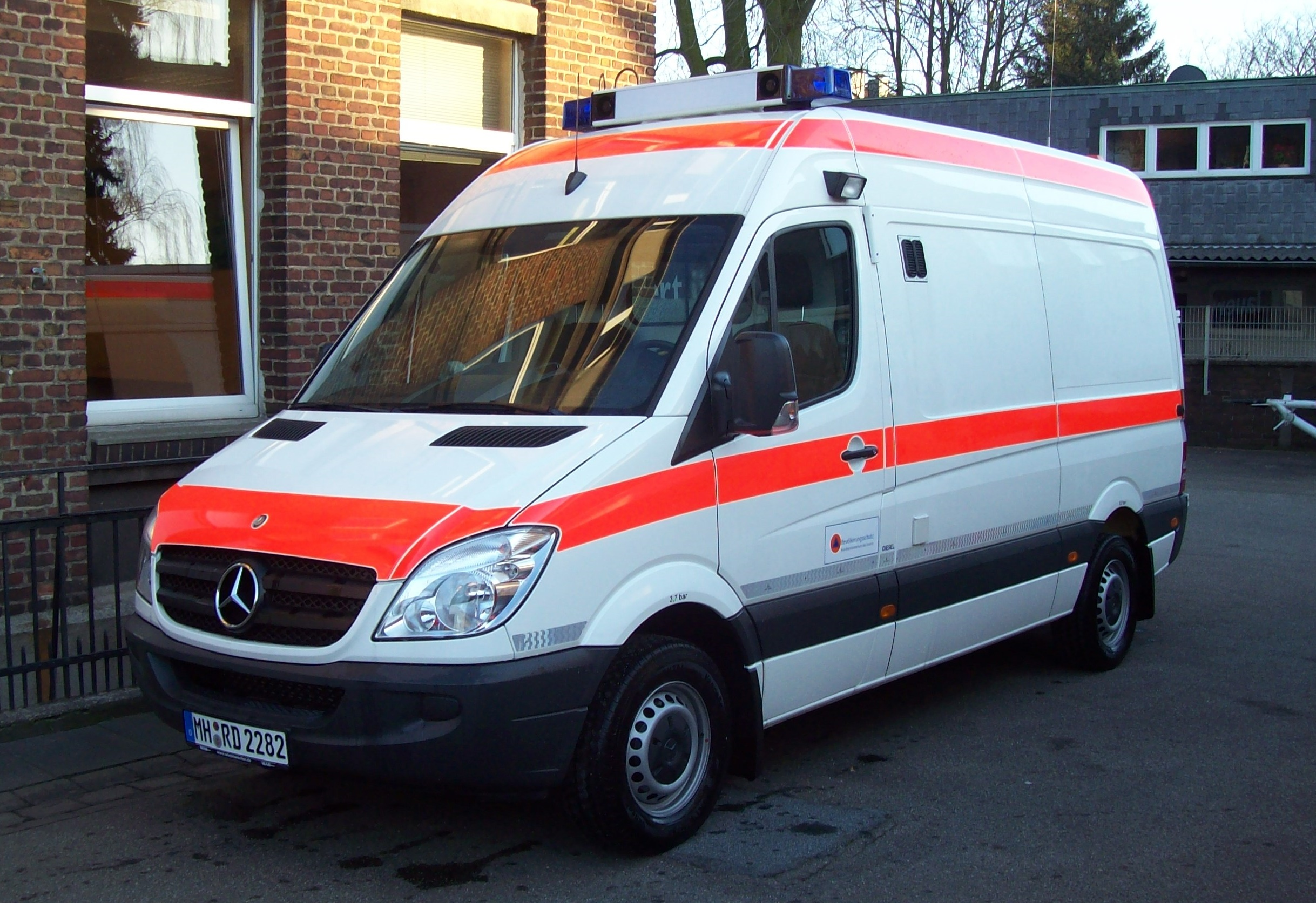
KTW Typ B

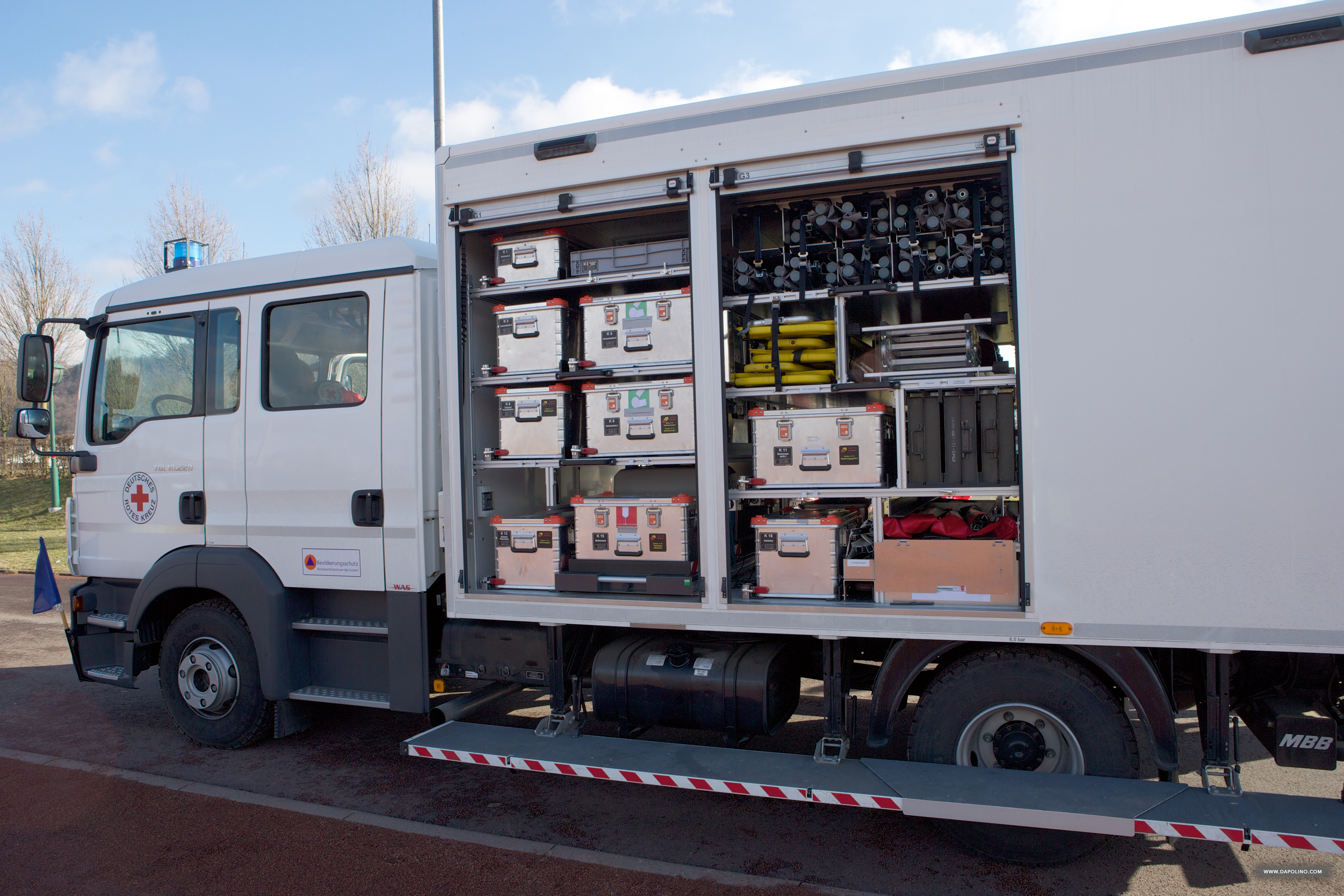
GW-San

Auf Bundesebene stellt das Bundesamt für Bevölkerungsschutz und Katastrophenhilfe (BBK) in Zusammenarbeit mit den zuständigen Landesbehörden ergänzende Einsatzfahrzeuge für den Katastrophenschutz zur Verfügung. Die Ausstattung der Katastrophenschutzfahrzeuge orientiert sich dabei an den Aufgabenbereichen Brandschutz, ABC-Schutz, Sanitätswesen sowie Betreuung der Bevölkerung bei großen Schadenslagen.
Diese Anforderungen berücksichtigend, teilt das Ausstattungskonzept des Bundesamtes für Bevölkerungsschutz und Katastrophenhilfe die Fahrzeuge in zwei Aufgabenbereiche ein. Zum einen in einen Kernbereich mit den Aufgabenstellungen Abwehr von chemischer, biologischer, radiologischer und nuklearer Gefahrenlagen mittels Erkundungs- bzw. Messfahrzeugen sowie Fahrzeugen zur Dekontamination von Personen, Unterstützung der örtlichen Kräfte bei der Bewältigung ihrer Aufgaben im Katastrophenfall durch Fahrzeuge mit Spezialmesstechnik, Analytische Task Force (ATF) und Hilfestellung mit Fahrzeugen für die Bewältigung einer größeren Anzahl von Verletzten nach Katastrophenereignissen, Medizinische Task Force (MTF).
Zum anderen in einen ergänzenden Unterstützungsbereich der Löschgruppenfahrzeuge, Krankentransportwagen, Gerätewagen für die Wasserversorgung sowie Fahrzeuge zur Betreuung der Bevölkerung, den sich vor Ort befindlichen Einsatzkräften zur Verfügung stellt und somit dem Schutz der Bevölkerung insgesamt dient. Die in diesem Kontingent enthaltenen Fahrzeuge sind standardisiert, wobei den Ländern jedoch die Möglichkeit offensteht, die Einsatzfahrzeuge im Rahmen ihres Ergänzungsvolumens an die örtlich vorherrschenden Gegebenheiten anzupassen.

### Katastrophenschutzfahrzeuge bei CBRN-Gefahrenlagen
Die Aufgabenbereiche der Einsatzfahrzeuge bei CBRN-Gefahrenlagen umfasst die Erkundung des Gefahrenbereichs mittels Messen und Spüren, die Kennzeichnung und Überwachung desselben, die Entnahme von Proben zwecks deren Analyse, die Meldung von bestehenden Gefährdungen an die zuständigen Stellen in der Einsatzleitung, ergänzt durch das Sammeln von Wetterdaten für eine gesamtheitliche Lagebeurteilung. Hinzutritt die Dekontamination von Einsatzkräften, deren Gerätschaften und der Bevölkerung. Hinsichtlich des Bereiches Dekontamination lassen sich drei unterschiedliche Aufgabenstellungen benennen, die den Typ des jeweiligen Einsatzfahrzeuges und dessen Ausstattung bestimmen. Diese sind im Einzelnen die Dekontamination von Personen (Dekon P), die Dekontamination von Gerätschaften (Dekon G) und die Dekontamination von Verletzten (Dekon V).
Das Bundesamt für Bevölkerungsschutz und Katastrophenhilfe stellt infolgedessen zurzeit den ausführenden Einsatzkräften bei CBRN-Gefahrenlagen zwei Fahrzeugtypen für die Aufgabenbewältigung zur Verfügung. Zum einen den CBRN-Erkundungswagen, kurz CBRN ErkW, und zum anderen den Gerätewagen Dekontamination Personal (mit der Kurzbezeichnung GW Dekon P). Der Mannschaftstransportwagen Dekontamination Verletzter, MTW Dekon V ist den Einsatzfahrzeugen der Medizinischen Task Force (MTF) zuzuordnen.

### Katastrophenschutzfahrzeuge Analytische Task Force (ATF)
Die Fahrzeuge der Analytischen Task Force (ATF) stehen, einschließlich der dazugehörigen Technik und des Bedienpersonals, den Einsatzkräften vor Ort bei, insbesondere chemischen, komplexen Gefahren- und Einsatzszenarien zur Verfügung, wenn die dortigen Mittel und Fähigkeiten nahezu vollständig gebunden sind, oder qualitativ hochwertige Gefahrenanalysen, auf dem Niveau stationärer Laboratorien zu erbringen sind.
Derzeit sind die Fahrzeuge an den sieben Standorten der ATF, Hamburg, Mannheim, Dortmund, Köln, München, Berlin und Leipzig stationiert. Sie werden in der Regel in einem Umkreis von bis zu 200 Kilometern um ihre Stationierungsstandorte eingesetzt, um so die schnelle Verfügbarkeit ihrer Einsatzmittel am Gefahrenort sicherzustellen.
Zum Einsatz kommt dabei der Einsatzleitwagen ATF (ELW ATF) zur Erkundung von großflächigen Schadensräumen, befähigt durch das Fernerkundungssystem SIGIS 2, welches für den mobilen und stationären Einsatz konzipiert der Erkennung und Visualisierung von chemischen Stoffen dient. In Komplementierung des Aufgabenspektrums als Führungsfahrzeug ist der ELW ATF zudem mit diversen Computer- und Kommunikationssystemen bestückt. Der Gerätewagen Analytische Task Force (GW ATF) hingegen kann multifunktional als Logistik-, Labor- und Wartungsfahrzeug genutzt werden.

### Katastrophenschutzfahrzeuge Medizinischen Task Force (MTF)
Entsprechend der vom Bundesamt für Bevölkerungsschutz und Katastrophenhilfe definierten Aufgaben der Medizinischen Task Force, Dekontamination von Verletzten, Aufbau und Betrieb von Dekontaminations- und Behandlungsplätzen und weiträumiger Transport von Patienten, werden die Einsatzfahrzeuge den sich daraus ergebenden fünf Teilbereichen, Führung, Behandlung, Dekontamination Verletzter, Patiententransport und Logistik, zugeordnet.
Hieraus ergeben sich für die jeweiligen Fahrzeuge unterschiedliche Aufgabenstellungen und Ausstattungsmerkmale.
Die teilweise oder gesamtheitliche Führung der MTF-Einheiten erfolgt mittels eines speziellen Kommandowagens (KdoW), welcher unter anderem als Transport-, Funkstellen- und Sicherungsfahrzeug dient. Zukünftig soll, laut vorläufigen Katastrophenschutzkonzeptes des Bundesamtes für Bevölkerungsschutz und Katastrophenhilfe, der Teilbereich Führung durch einen Führungskraftwagen, Kürzel FüKW, ähnlicher Bauweise ergänzt werden.
Zum zweiten die Unterstützung der Einsatzkräfte bei der Behandlung von Patienten durch den Gerätewagen Sanität (GW San), welcher die örtlichen Einsatzmittel ergänzt sowie durch den Mannschaftstransportwagen Behandlung, Kürzel MTW Beh, der ebenfalls ergänzend bei der logistischen Bewältigung des Transportes von Verletzten Verwendung findet. Für den dritten Teilbereich, Dekontamination von Verletzten, steht in Ergänzung zu dem Einsatzfahrzeug GW Dekon P, welches als universelle Basiseinsatzkomponente bei der Dekontamination von Personen und Personal zu betrachten ist, der Mannschaftstransportwagen Dekontamination Verletzter, Kürzel MTW Dekon V, zur Verfügung, welcher ausstattungstechnisch dem MTW Beh ähnelt. Hinsichtlich des Gerätewagens für Dekontamination Verletzter, Kürzel GW Dekon V, ist anzumerken, dass die Beschaffung und Ausrüstung der Fahrzeuge, Gerätschaften, individuell in Hoheit der Bundesländer erfolgt, in Komplementierung der Basiseinsatzkomponente GW Dekon P. Für den vierten Teilbereich, Transport, steht der Krankentransportwagen Typ B, Kürzel KTW Typ B, für die Unterstützung der Patientenversorgung zur Verfügung, während für den fünften Teilbereich, Logistik, der Gerätewagen Logistik (GW Log) zum Einsatz kommt, mit der Zielvorgabe die Versorgung der Einsatzkräfte und Patienten sicherzustellen.

## Landesebene
Die Verteilung der Fahrzeuge auf Landesebene erfolgt in der Regel souverän durch die Bundesländer und deren Katastrophenschutzbehörden. Unterstützte Organisationen können beispielsweise Feuerwehren, der Arbeiter-Samariter-Bund (ASB), das Deutsche Rote Kreuz (DRK), die Johanniter-Unfall-Hilfe (JUH), der Malteser Hilfsdienst (MHD), aber auch die Deutsche Lebens-Rettungs-Gesellschaft (DLRG) sein.

## Zusammenfassung Katastrophenschutzfahrzeuge
Schematisch lässt sich daraus folgende Auflistung der Katastrophenschutzfahrzeuge des Bundes erstellen:
| Einsatzfahrzeug                                           | Kürzel                 | Beschreibung | Fahrzeuge insgesamt in der BRD |
| --------------------------------------------------------- | ---------------------- | --- | ------------------------------ |
| Katastrophenschutzfahrzeuge für CBRN-Gefahrenlagen        |                        | |                                |
| CBRN-Messleitkomponente / Fahrzeug                        | CBRN MLK               | Bundesebene Auswerten der Gefahrenlage mittels der übertragenen Werte vom CBRN-Erkundungswagen. Steuerung der CBRN-Erkundungswagen.                                                                                | 104                            |
| CBRN-Erkundungswagen                                      | CBRN ErkW              | Bundesebene Erkundung der Gefahrenlage mittels Messen, Spüren. Kennzeichnung und Überwachung des Gefahrenbereichs. Die Entnahme von Proben zwecks deren Analyse. Sammeln von Wetterdaten.                          | 500                            |
| Gerätewagen Dekontamination Personal                      | GW Dekon P             | Bundesebene Einsatz bei Gefahrenlagen zur Dekontamination von Personen, Einsatzkräften und deren Gerätschaften bei Freisetzung von chemischen, biologischen oder radioaktiven Gefahrenstoffen.                     | 450                            |
| Katastrophenschutzfahrzeuge Analytische Task Force (ATF)  |                        | |                                |
| Einsatzleitwagen ATF                                      | ELW ATF                | Bundesebene Einsatzleitfahrzeug, Erkundung von großflächigen Schadensräumen | 7                              |
| Gerätewagen ATF                                           | GW ATF                 | Bundesebene Logistik-, Labor- und Wartungsfahrzeug. | 7                              |
| CBRN-Erkundungswagen                                      | CBRN ErkW              | Bundesebene Logistik-, Laborfahrzeug. | 14                             |
| ATF-Messgeräte                                            | chemisch, radiologisch | Bundesebene Logistik-, Laborfahrzeug. |                                |
| ATF-Messgeräte                                            | biologisch             | Bundesebene Logistik-, Laborfahrzeug. |                                |
| Katastrophenschutzfahrzeuge Medizinische Task Force (MTF) |                        | |                                |
| Kommandowagen (der Medizinischen Task Force)              | KdoW (MTF)             | Bundesebene Teilbereich Führung: Transportmittel für Helfer und Ausstattung zu den Einsatzstellen, Führungs- und Nachrichtenverbindungsfahrzeug, Erfüllung von Einsatzsicherungs-, Erkundungs- und Lotsenaufgaben. | 61                             |
| Gerätewagen Behandlung                                    | GW Beh                 | Keine näheren Angaben verfügbar. | 61                             |
| Gerätewagen Dekontamination Verletzter                    | GW Dekon V             | Keine näheren Angaben verfügbar. | 61                             |
| Gerätewagen Sanität                                       | GW San                 | MAN, Typ TGL 10.220 4x2 BB MAN, Typ TGL 10.220 4x2 BB (Euro 6) Mercedes-Benz, Typ Sprinter 519 CDI | 450                            |
| Mannschaftstransportwagen Behandlung                      | MTW Beh                | Mercedes-Benz, Typ Sprinter 316 CDI | 122                            |
| Gerätewagen Logistik                                      | GW Log                 | Keine näheren Angaben verfügbar. | 61                             |
| Mannschaftstransportwagen Dekontamination Verletzter      | MTW Dekon V            | Keine näheren Angaben verfügbar. | 61                             |
| Krankentransportwagen Typ B                               | KTW Typ B              | Daimler-Chrysler, Typ 313 CDI/35 Sprinter | 366                            |
| Fahrzeuge zur Unterstützung                               |                        | |                                |
| Löschgruppenfahrzeug für den Katastrophenschutz           | LF-KatS                | MAN, Typ TGM 13.250 4x4 BL FW Mercedes-Benz, Typ Atego 1326 AF | 955                            |
| Schlauchwagen für den Katastrophenschutz                  | SW KatS                | Keine näheren Angaben verfügbar. | 466                            |
| Gerätewagen Betreuung                                     | GW Bt                  | Keine näheren Angaben verfügbar. | 955                            |
| Mannschaftstransportwagen Betreuung                       | MTW Bt                 | Keine näheren Angaben verfügbar. | 300                            |
| Krankentransportwagen Typ B                               | KTW Typ B              | Keine näheren Angaben verfügbar. | 642                            |

## Zusammenfassung Katastrophenschutzfahrzeuge Aufteilung nach Bundesland
Ausstattungssoll des ergänzenden Katastrophenschutzes Stand 07/2010
| Bereich       | Bereich                                              | Einsatzfahrzeugtyp*                                                    | BW  | BY  | BE  | BB  | HB | HH  | HE  | MV  | NI  | NW  | RP  | SL | SN  | ST  | SH  | TH  | Bund  |
| ------------- | ---------------------------------------------------- | ---------------------------------------------------------------------- | --- | --- | --- | --- | -- | --- | --- | --- | --- | --- | --- | -- | --- | --- | --- | --- | ----- |
| Kernkonzept   | Standardisierte ergänzende Ausstattung für ABC-Lagen | Dekontaminationslastkraftwagen Personen 2 (Dekon-LKW P)                | 44  | 96  | 6   | 18  | 3  | 4   | 26  | 18  | 48  | 54  | 36  | 6  | 29  | 24  | 15  | 23  | 450   |
| Kernkonzept   | Standardisierte ergänzende Ausstattung für ABC-Lagen | ABC-Erkundungskraftwagen 2 (ABC-ErkKW)                                 | 49  | 96  | 14  | 18  | 4  | 8   | 26  | 18  | 50  | 84  | 36  | 6  | 29  | 24  | 15  | 23  | 500   |
| Kernkonzept   | Standardisierte ergänzende Ausstattung für ABC-Lagen | Messleitfahrzeug (MLKW)                                                | 10  | 20  | 3   | 4   | 1  | 2   | 5   | 4   | 10  | 18  | 7   | 1  | 6   | 5   | 3   | 5   | 104   |
| Kernkonzept   | Medizinische Task Force                              | Kommandowagen (KdoW)                                                   | 5   | 7   | 3   | 5   | 2  | 4   | 3   | 6   | 10  | 3   | 1   | 3  | 3   | 2   | 2   | 3   | 61    |
| Kernkonzept   | Medizinische Task Force                              | Gerätewagen Behandlung (GW Beh)                                        | 5   | 7   | 3   | 5   | 1  | 2   | 4   | 3   | 6   | 10  | 3   | 1  | 3   | 3   | 2   | 3   | 61    |
| Kernkonzept   | Medizinische Task Force                              | Dekontaminationslastkraftwagen Personen 2 + (Dekon-LKW P +)            | 5   | 7   | 3   | 5   | 1  | 2   | 4   | 3   | 6   | 10  | 3   | 1  | 3   | 3   | 2   | 3   | 61    |
| Kernkonzept   | Medizinische Task Force                              | Gerätewagen Sanität der Medizinischen Task Force (GW San)              | 37  | 52  | 22  | 37  | 7  | 15  | 30  | 22  | 44  | 74  | 22  | 7  | 22  | 22  | 15  | 22  | 450   |
| Kernkonzept   | Medizinische Task Force                              | Mannschaftstransportwagen (MTW)                                        | 10  | 14  | 6   | 10  | 2  | 4   | 8   | 6   | 12  | 20  | 6   | 2  | 6   | 6   | 4   | 6   | 122   |
| Kernkonzept   | Medizinische Task Force                              | Lastkraftwagen Logistik/Betreuung (LKW Log Bt)                         | 5   | 7   | 3   | 5   | 1  | 2   | 4   | 3   | 6   | 10  | 3   | 1  | 3   | 3   | 2   | 3   | 61    |
| Kernkonzept   | Medizinische Task Force                              | Mannschaftstransportwagen + (MTW +)                                    | 5   | 7   | 3   | 5   | 1  | 2   | 4   | 3   | 6   | 10  | 3   | 1  | 3   | 3   | 2   | 3   | 61    |
| Kernkonzept   | Medizinische Task Force                              | Notfallkrankenwagen Typ B (KTW Typ B)                                  | 30  | 42  | 18  | 30  | 6  | 12  | 24  | 18  | 36  | 60  | 18  | 6  | 18  | 18  | 12  | 18  | 366   |
| Kernkonzept   | Task Force A + C / B                                 | Einsatzleitwagen der Analytischen Task Force (ELW 1 ATF)               | 1   | 1   | 1   | 0   | 0  | 1   | 0   | 0   | 0   | 2   | 0   | 0  | 0   | 1   | 0   | 0   | 7     |
| Kernkonzept   | Task Force A + C / B                                 | Gerätewagen der Analytischen Task Force (GW ATF)                       | 1   | 1   | 1   | 0   | 0  | 1   | 0   | 0   | 0   | 2   | 0   | 0  | 0   | 1   | 0   | 0   | 7     |
| Kernkonzept   | Task Force A + C / B                                 | ABC-Erkundungskraftwagen 2 der Analytischen Task Force (ABC-ErkKW ATF) | 2   | 2   | 2   | 0   | 0  | 2   | 0   | 0   | 0   | 4   | 0   | 0  | 0   | 2   | 0   | 0   | 14    |
| Unterstützung | Komponenten                                          | Löschgruppenfahrzeug KatS (LF-KatS)                                    | 137 | 121 | 46  | 28  | 11 | 25  | 71  | 20  | 93  | 216 | 47  | 12 | 43  | 29  | 33  | 23  | 955   |
| Unterstützung | Komponenten                                          | Schlauchwagen KatS (SW-KatS)                                           | 44  | 96  | 12  | 23  | 0  | 4   | 26  | 9   | 44  | 108 | 22  | 6  | 21  | 13  | 15  | 23  | 466   |
| Unterstützung | Komponenten                                          | Gerätewagen Betreuung (GW Bt)                                          | 71  | 0   | 19  | 0   | 4  | 10  | 49  | 9   | 44  | 0   | 32  | 3  | 30  | 13  | 15  | 1   | 300   |
| Unterstützung | Komponenten                                          | Betreuungs-Kombinationskraftwagen (Bt-Kombi)                           | 0   | 85  | 19  | 5   | 5  | 10  | 24  | 9   | 44  | 98  | 0   | 4  | 0   | 13  | 15  | 1   | 332   |
| Unterstützung | Komponenten                                          | Notfallkrankenwagen Typ B (KTW Typ B)                                  | 89  | 123 | 20  | 17  | 4  | 10  | 36  | 10  | 47  | 173 | 16  | 10 | 30  | 15  | 17  | 25  | 642   |
| Unterstützung | Komponenten des Kernkonzeptes**                      | ABC-Erkundungskraftwagen 2 (ABC-ErkKW)                                 | 0   | 0   | 0   | 0   | 0  | 0   | 0   | 0   | 0   | 0   | 0   | 4  | 0   | 0   | 0   | 0   | 4     |
| Unterstützung | Komponenten des Kernkonzeptes**                      | ABC-Erkundungskraftwagen 2 (ABC-ErkKW)                                 | 0   | 0   | 0   | 2   | 0  | 0   | 0   | 0   | 0   | 0   | 0   | 5  | 0   | 0   | 0   | 0   | 7     |
| Unterstützung | Komponenten des Kernkonzeptes**                      | Dekontaminationslastkraftwagen Personen 2 + (Dekon-LKW P +)            | 0   | 0   | 0   | 1   | 0  | 0   | 0   | 0   | 0   | 0   | 0   | 0  | 0   | 0   | 0   | 0   | 1     |
| Unterstützung | Komponenten des Kernkonzeptes**                      | Gerätewagen Sanität der Medizinischen Task Force (GW San)              | 1   | 0   | 0   | 3   | 0  | 0   | 0   | 0   | 0   | 0   | 0   | 10 | 0   | 0   | 0   | 0   | 14    |
| ---           | ---                                                  | ---                                                                    | 551 | 784 | 204 | 221 | 52 | 118 | 345 | 158 | 502 | 963 | 267 | 68 | 258 | 201 | 169 | 185 | 5.046 |

* Ohne Gerätesätze der Analytischen Task Force
** Zwecks Anpassung an die besonderen Erfordernisse in den Ländern haben die Länder ein Wahlrecht innerhalb der vorgegebenen Fahrzeugtypen der Unterstützungskomponente und unter Beachtung der Kostenneutralität.
Komponenten des Kernkonzeptes des Bundes können hierbei lediglich verstärkt werden. Die von den Ländern gewählte Unterstützung der Komponenten des Kernkomzeptes ist separat ausgewiesen.